# 新月汝矣地下道路
新月汝矣地下道路（シヌォルヨイちかどうろ）は、ソウル特別市陽川区の新月インターチェンジからソウル特別市永登浦区の汝矣大路までを結ぶ全長7.53kmの有料道路である。ソウルトンネルが運営している。

## 概要
- 2021年4月16日開通
- 全長:7.53km
- 車線数：4車線
- 高さ2.0m、幅1.7m、乗車人員15人以下。最大積載量1トン以下、総重量3.5トン以下の自動車のみ通行可能。
- 国内の有料道路では初めて「スマートトーリングシステム」を採用し、料金所が存在しない。通行料金は、ハイパスかホームページで事前登録したクレジットカード、デビットカードを通じて支払う。未登録通行車に対しては、カカオトークもしくは郵便を通じて料金督促がなされる。

## インターチェンジなど
- 新月（シヌォル）インターチェンジ（京仁高速道路）
- 汝矣島ジャンクション(オリンピック大路)（新月インターチェンジ方向のみ通行可能）
- 汝矣大路

## 通過する地域
- ソウル特別市
  - 陽川区 - 永登浦区